# Državna cesta D110
D110 je državna cesta u Hrvatskoj. 
Nalazi se na otocima Ugljanu i Pašmanu. Prolazi kroz naselja Ugljan, Lukoran, Sutomišćica, Poljana, Preko, Kali, Kukljica (sve na Ugljanu), zatim prelazi preko prolaza Ždrelac, te dalje kroz naselja na Pašmanu: Ždrelac, Banj, Dobropoljana, Neviđane, Mrljane i Pašman, te završava u trajektnoj luci Tkon.
Ukupna duljina iznosi 41,6 km.